# 弗朗索瓦·德·拉罗什富科

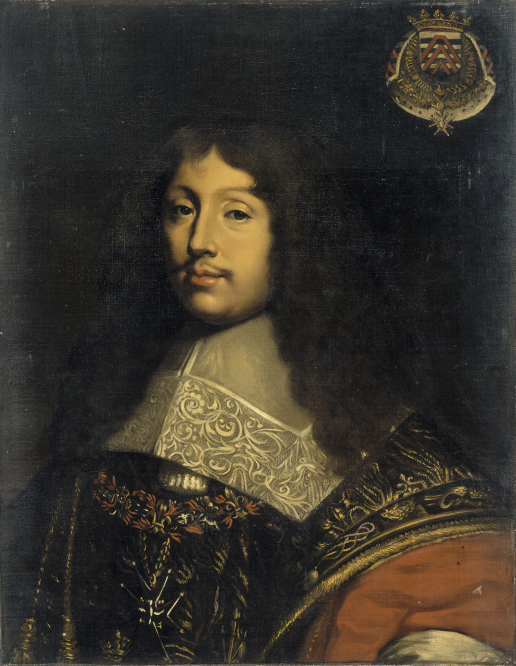
法蘭索瓦·德·拉羅希福可

弗朗索瓦六世，第二代拉罗什富科公爵，马西亚克亲王（法語：François VI, deuxième duc de La Rochefoucauld, prince de Marcillac，1613年9月15日—1680年3月17日），通称弗朗索瓦·德·拉罗什富科（François de La Rochefoucauld，[fʁɑ̃swa də la ʁɔʃfuko]），法國箴言作家。

## 生平
拉罗什富科生於巴黎一個貴族家庭，早年熱衷政治，但政途蹇連；1630年代他成為隆格维尔夫人的裙下臣，又與王后奥地利的安妮過從甚密，並加入推翻首相利希留的陰謀計畫，卻不斷失敗。1643年安妮攝政後，他是「顯要集團」的成員，卻終在投石黨運動中焦頭爛額，於戰鬥時中槍而長期失明、失寵，被迫退居鄉間，進入以塞維涅夫人、拉斐特夫人為代表的沙龍圈子（尤與後者過從密切），並潛心著作，直至逝世。
1662年，有人未經他的准許、校改而出版了《回憶錄》（Memoires），書中的敏感內容惹怒了不少人。1665年出版《箴言集》（Réflexions ou sentences et maximes morales，簡稱Maximes)，以犀利的筆調無情地諷刺了人類的愚蠢；其內容質疑人類一切高貴行為背後的動機，開卷第一條即說：「男因勇氣而神勇，女因節操而守節，此未必然也。」（... et ce n'est pas toujours par valeur que les hommes sont vaillants et que les femmes sont chastes.）拉羅什富科一句有關愛情的箴言常被後世引用：「真愛猶如鬼魅：眾口相傳，然嘗目擊者，鮮矣。」（Il est du véritable amour comme de l'apparition des esprits: tout le monde en parle, mais peu de gens en ont vu.）（《箴言集》第76條）
即使不少人以道德的名義譴責作者深刻的利己主義思想，但所有人都承認這部兩部作品巨大的文學價值。

拉罗什富科对善与真充满了怀疑，在人的行为中只看到自私、虚荣和妒忌。“人如果不互相欺骗就无法在社会中存在。”因而在箴言集中，一半是消极的。但也有一些正直男女的动机和行为肯定，以及形成崇高人性的因素描述：勇气、友谊、知恩图报，以及真正的爱情！

## 外部連結
- 邵濟源譯《箴言集》譯序
- 《箴言集》原文